# Temporada 1994 de Fórmula 3000 Internacional
La temporada 1994 de Fórmula 3000 Internacional fue la 10.ª edición de dicha categoría. Comenzó el 2 de mayo en Silverstone y finalizó en Magny-Cours el 2 de octubre. Jean-Christophe Boullion fue el ganador del Campeonato de Pilotos.

## Escuderías y pilotos
| DAMS                   | 1  | Jean-Christophe Boullion | Todas     |
| DAMS                   | 2  | Guillaume Gomez          | Todas     |
| Paul Stewart Racing    | 5  | Gil de Ferran            | Todas     |
| Paul Stewart Racing    | 6  | Didier Cottaz            | Todas     |
| Auto Sport Racing      | 7  | Paolo Delle Piane        | 4-8       |
| Forti Corse            | 9  | Pedro Diniz              | Todas     |
| Forti Corse            | 10 | Hideki Noda              | Todas     |
| Mythos Racing          | 11 | Fabrizio De Simone       | Todas     |
| Mythos Racing          | 12 | Massimiliano Papis       | Todas     |
| Apomatox               | 14 | Emmanuel Clérico         | Todas     |
| Apomatox               | 15 | Franck Lagorce           | Todas     |
| Vortex Motorsport      | 16 | Paolo Delle Piane        | 1-3       |
| Vortex Motorsport      | 16 | James Taylor             | 4-8       |
| Vortex Motorsport      | 17 | Tarso Marques            | Todas     |
| Vortex Motorsport      | 25 | David Coulthard          | 1         |
| Vortex Motorsport      | 25 | Allan McNish             | 2         |
| Omegaland              | 18 | Oliver Gavin             | 1-4       |
| Omegaland              | 18 | Marc Rostan              | 7-8       |
| Omegaland              | 19 | Robbie Stirling          | 1         |
| Omegaland              | 19 | Patrick Crinelli         | 2-3       |
| Omegaland              | 19 | Norio Matsubara          | 4         |
| Omegaland              | 19 | Elton Julian             | 6-8       |
| Nordic Racing          | 20 | Marc Goossens            | Todas     |
| Nordic Racing          | 21 | Jordi Gené               | 1-3       |
| Nordic Racing          | 21 | Oliver Gavin             | 5         |
| Nordic Racing          | 21 | Paolo Carcasci           | 7         |
| Danielson              | 24 | Nicolas Leboisettier     | Todas     |
| Danielson              | 25 | Jérôme Policand          | Todas     |
| Madgwick International | 26 | Mikke Van Hool           | Todas     |
| Madgwick International | 27 | Kenny Bräck              | Todas     |
| Durango Equipe         | 30 | Severino Nardozzi        | Todas     |
| Durango Equipe         | 31 | Christian Pescatori      | Todas     |
| Super Nova Racing      | 32 | Vincenzo Sospiri         | Todas     |
| Super Nova Racing      | 33 | Taki Inoue               | Todas     |
| Racing Wim Eyckmans    | 35 | Wim Eyckmans             | 1, 3, 5-8 |
| Fuentes:               |    |                          |           |

## Calendario
| Ronda | Circuito                                     | País        | Fecha            |
| ----- | -------------------------------------------- | ----------- | ---------------- |
| 1     | Circuito de Silverstone, Silverstone         | Reino Unido | 2 de mayo        |
| 2     | Circuito de Pau-Ville, Pau                   | Francia     | 23 de mayo       |
| 3     | Circuito de Barcelona-Cataluña, Montmeló     | España      | 28 de mayo       |
| 4     | Autódromo de Pergusa, Pergusa                | Italia      | 17 de julio      |
| 5     | Hockenheimring, Hockenheim                   | Alemania    | 30 de julio      |
| 6     | Circuito de Spa-Francorchamps, Francorchamps | Bélgica     | 27 de agosto     |
| 7     | Autódromo do Estoril, Estoril                | Portugal    | 25 de septiembre |
| 8     | Circuito de Nevers Magny-Cours, Magny-Cours  | Francia     | 2 de octubre     |

## Resultados
| Ronda   | Ronda             | Pole Position      | Vuelta rápida            | Piloto ganador           | Escudería ganadora  |
| ------- | ----------------- | ------------------ | ------------------------ | ------------------------ | ------------------- |
| 1       | Silverstone       | Franck Lagorce     | Franck Lagorce           | Franck Lagorce           | Apomatox            |
| 2       | Pau               | Gil de Ferran      | Vincenzo Sospiri         | Gil de Ferran            | Paul Stewart Racing |
| 3       | Barcelona         | Massimiliano Papis | Jean-Christophe Boullion | Massimiliano Papis       | Mythos Racing       |
| 4       | Pergusa           | Franck Lagorce     | Christian Pescatori      | Gil de Ferran            | Paul Stewart Racing |
| 5       | Hockenheim        | Guillaume Gomez    | Franck Lagorce           | Franck Lagorce           | Apomatox            |
| 6       | Spa-Francorchamps | Franck Lagorce     | Tarso Marques            | Jean-Christophe Boullion | DAMS                |
| 7       | Estoril           | Emmanuel Clérico   | Emmanuel Clérico         | Jean-Christophe Boullion | DAMS                |
| 8       | Magny-Cours       | Franck Lagorce     | Franck Lagorce           | Jean-Christophe Boullion | DAMS                |
| Fuente: |                   |                    |                          |                          |                     |

## Clasificaciones

### Sistema de puntuación
| Posición | 1.º | 2.º | 3.º | 4.º | 5.º | 6.º |
| Puntos   | 9   | 6   | 4   | 3   | 2   | 1   |

### Campeonato de Pilotos
| Pos.    | Piloto                   | SIL | PAU | BAR | PER | HOC | SPA | EST | MAG | Puntos |
| ------- | ------------------------ | --- | --- | --- | --- | --- | --- | --- | --- | ------ |
| 1       | Jean-Christophe Boullion | 8   | 4   | Ret | 14  | 2   | 1   | 1   | 1   | 36     |
| 2       | Franck Lagorce           | 1   | 5   | 5   | 2   | 1   | 13  | 8   | 2   | 34     |
| 3       | Gil de Ferran            | 3   | 1   | Ret | 1   | 3   | 5   | Ret | Ret | 28     |
| 4       | Vincenzo Sospiri         | 4   | 2   | 3   | Ret | 4   | Ret | 2   | 5   | 24     |
| 5       | Massimiliano Papis       | 7   | Ret | 1   | 4   | Ret | 11  | 13  | 6   | 13     |
| 6       | Didier Cottaz            | 6   | 3   | 7   | 9   | 11  | 2   | 5   | 7   | 13     |
| 7       | Guillaume Gomez          | 11  | 6   | 8   | 10  | Ret | 4   | 3   | 3   | 12     |
| 8       | Fabrizio De Simone       | 16  | 10  | 2   | Ret | 14  | 6   | Ret | Ret | 7      |
| 9       | David Coulthard          | 2   |     |     |     |     |     |     |     | 6      |
| 10      | Hideki Noda              | 5   | Ret | Ret | 3   | Ret | 7   | 16  | 11  | 6      |
| 11      | Kenny Bräck              | 12  | DNS | 11  | 11  | 9   | 3   | 6   | 10  | 5      |
| 12      | Tarso Marques            | 13  | Ret | DNS | 12  | 10  | 8   | 12  | 4   | 3      |
| 13      | Jordi Gené               | 9   | 9   | 4   |     |     |     |     |     | 3      |
| 14      | Pedro Diniz              | Ret | Ret | 10  | Ret | Ret | 9   | 4   | Ret | 3      |
| 15      | Marc Goossens            | Ret | Ret | 6   | 7   | 5   | Ret | Ret | Ret | 3      |
| 16      | Jérôme Policand          | 14  | 8   | Ret | 5   | 7   | 12  | 17  | Ret | 2      |
| 17      | Christian Pescatori      | NC  | 7   | 9   | 6   | 8   | 10  | Ret | 9   | 1      |
| 18      | Wim Eyckmans             | Ret |     | Ret |     | 6   | 17  | Ret | Ret | 1      |
| 19      | Emmanuel Clérico         | Ret | Ret | Ret | Ret | 15  | Ret | 7   | Ret | 0      |
| 20      | Paolo Delle Piane        | Ret | DNS | Ret | 8   | Ret | Ret | Ret | 8   | 0      |
| 21      | Taki Inoue               | 15  | Ret | 13  | 13  | 12  | 14  | 9   | Ret | 0      |
| 22      | Nicolas Leboisettier     | Ret | Ret |     | Ret | Ret | Ret | 10  | 12  | 0      |
| 23      | Oliver Gavin             | 10  | DNQ | Ret | Ret | DNS |     |     |     | 0      |
| 24      | Mikke Van Hool           | DNS | Ret | 12  | Ret | 13  | Ret | 11  | Ret | 0      |
| 25      | Elton Julian             |     |     |     |     |     | 15  | 14  | 13  | 0      |
| 26      | Marc Rostan              |     |     |     |     |     |     | Ret | 14  | 0      |
| 27      | James Taylor             |     |     |     | 15  | Ret | Ret | 15  | Ret | 0      |
| 28      | Severino Nardozzi        | 17  | DNQ | Ret | DNQ | 16  | 16  | Ret | 15  | 0      |
| NC      | Patrick Crinelli         |     | Ret | Ret |     |     |     |     |     | 0      |
| NC      | Robbie Stirling          | Ret |     |     |     |     |     |     |     | 0      |
| NC      | Allan McNish             |     | Ret |     |     |     |     |     |     | 0      |
| NC      | Norio Matsubara          |     |     |     | Ret |     |     |     |     | 0      |
| NC      | Paolo Carcasci           |     |     |     |     |     |     | Ret |     | 0      |
| Pos.    | Piloto                   | SIL | PAU | BAR | PER | HOC | SPA | EST | MAG | Puntos |
| Fuente: |                          |     |     |     |     |     |     |     |     |        |

| Color     | Resultado                                                               |
| --------- | ----------------------------------------------------------------------- |
| Oro       | Ganador                                                                 |
| Plata     | 2.ª plaza                                                               |
| Bronce    | 3.ª plaza                                                               |
| Verde     | Finalizó en los puntos                                                  |
| Azul      | Finalizó sin puntos                                                     |
| Azul      | NC - No clasificado                                                     |
| Violeta   | Ret - No terminó (Carrera)                                              |
| Rojo      | DNQ - No se clasificó                                                   |
| Negro     | DSQ - Descalificado                                                     |
| Blanco    | DNS - No empezó (carrera)                                               |
| Blanco    | WD - Retirado (fin de semana)                                           |
| Blanco    | C - Carrera cancelada                                                   |
| Sin color | DNP - Inscrito pero no participó                                        |
| Sin color | INJ - Lesionado                                                         |
| Sin color | EX - Excluido                                                           |
| Estado    | Resultado                                                               |
| Negrita   | Pole position                                                           |
| Cursiva   | Vuelta rápida                                                           |
| †         | Abandona, pero clasifica al completar el porcentaje requerido para ello |